# Messergriff K 1262b
Der Messergriff K 1262b ist der aus Elfenbein gefertigte Griff eines Prunkmessers aus der prädynastischen Periode (wahrscheinlich Naqada IId, um 3200 v. Chr.) der ägyptischen Geschichte. Er wurde Ende der 2000er Jahre auf dem Friedhof U in Umm el-Qaab bei Abydos gefunden.

## Fundumstände
Der Messergriff aus Nilpferd-Elfenbein liegt in zwei Bruchstücken vor, die beim erneuten Durchsieben der Verfüllung der Gräber U-127 und U-p entdeckt wurden. Ihre ursprüngliche Herkunft ist nicht mehr genau feststellbar, jedoch ist eine Eingrenzung auf die Gräber der Stufe Naqada IId möglich. Günter Dreyer vermutet den Ursprung des Messers in der Gräbergruppe U-132–136, nördlich von U-p.

## Beschreibung
Die beiden Bruchstücke passen genau aneinander. Sie haben zusammen eine Länge von 7,5 cm, eine Höhe von 3,7 cm und einen maximalen Durchmesser von 0,6 cm. Der vollständige Messergriff hatte wahrscheinlich ursprünglich eine Länge von etwa 8 cm und eine Höhe von etwa 4 cm. Auf der Knaufseite ist noch ein Teil des Klingenbettes erhalten, das eine Tiefe von etwa 2 cm hatte. Ansonsten ist diese Seite völlig verwittert und von der ursprünglichen Dekorierung nichts mehr erhalten.
Anders verhält es sich mit der Vorderseite. Diese ist zu etwa drei Viertel erhalten und zeigt vier längs zur Messerklinge orientierte Darstellungen von Tierreihen. Die erste Reihe zeigte ursprünglich fünf afrikanische Elefanten, von denen der erste, der zweite und der fünfte erhalten geblieben sind. Die beiden ersten Elefanten treten jeweils zwei umeinander gewundene Schlangen nieder. Hinter ihnen ist noch ein drittes Schlangenpaar erkennbar, auch wenn der dazu zugehörige Elefant nicht erhalten ist. Beim fünften Elefant fehlen die Schlangen. Hinter ihm ist noch der vordere Teil eines Fisches zu erkennen. Die zweite Reihe zeigt eine Giraffe, vor der noch ein Sattelstorch und eventuell eine aufgerichtete Schlange zu ergänzen wären. Hinter der Giraffe folgen acht (nach der zugehörigen Umzeichnung allerdings neun) weitere Vögel, wohl allesamt Sattelstörche. Eventuell folgte hinter dem letzten noch ein kleinerer Vogel. In der dritten Reihe folgen sechs Löwinnen mit herabhängendem und leicht eingerolltem Schwanz. In der vierten und letzten Reihe waren schließlich sechs Rinder dargestellt, von denen Nummer eins und Nummer fünf allerdings nicht mehr erhalten sind.